# کانبون (دوره)
کانبون (به ژاپنی: 寛文 Kanbun) نام عصر ژاپنی (ننگو) در دوره ادو بود. این دوره بعد از  مانجی (دوره) و قبل از انپو بود. این دوره از آوریل ۱۶۶۱ تا سپتامبر ۱۶۷۳ میلادی ادامه داشت. در این دوره امپراتور گو-سای و امپراتور ریگن امپراتور ژاپن بودند.